# 亦庄桥站
亦庄桥站是一个位于中国北京市大兴区亦庄地区文化园西路、三台山路交叉口北京市经济技术开发区内，属于北京地铁亦庄线的地铁车站。

## 位置
亦庄桥站在五环路和三台山路交汇的亦庄桥东南，文化园西路北侧，呈东西走向。

## 结构
该站为高架站，侧式站台设计，车站外观为“飘板”型。站外设有4处公交港湾。本站北端西側路軌設有一條存車線，以及北端设有一条单渡线
| 地上二层 站台层 | 侧式站台，右边车门将会开启         | 侧式站台，右边车门将会开启                  |
| 地上二层 站台层 | █ 亦庄线往宋家庄（旧宫）           |                                             |
| 地上二层 站台层 | █ 亦庄线往亦庄火车站（亦庄文化园） |                                             |
| 地上二层 站台层 | 侧式站台，右边车门将会开启         |                                             |
| 地上一层 站厅层 | 站厅，出入口                       | 客务中心、自动售票机、进出站闸机、A-B出入口 |

## 出入口
|                           |            |                  |      |            |
| 编号                      | 指示       | 建议前往的目的地 | 图片 | 無障礙設施 |
| 出口 · A · 1 · 升降机标志 | 三台山路   |                  |      |            |
| 出口 · B · 1              | 文化园西路 |                  |      | 不適用     |
| 註： 設有                 |            |                  |      |            |